# Nuevo Mundo (Chuquisaca)
Nuevo Mundo es un pueblo del municipio de Villa Serrano en la provincia de Belisario Boeto del departamento de Chuquisaca en Bolivia. Tiene las coordenadas: latitud: -18.9922, longitud: -64.2936.
La localidad está situada en la Reserva Forestal Río Grande Mascicuri a una altitud de 2215 m en la frontera entre los departamentos de Chuquisaca y Santa Cruz.

## Geografía
Nuevo Mundo se encuentra entre el altiplano y las tierras bajas de Bolivia en la cresta de la Cordillera Central de Bolivia. El clima va de cálido a templado, con diferencias de temperatura durante el día con gran fluctuación.

## Población
Entre 1992 y 2012, la población ha pasado de 318 a 458 habitantes.